# Kulturkampf
Kulturkampf (njemački: "kulturska borba") je naziv za protukatoličku politiku Njemačkog Carstva protiv Katoličke Crkve. Zbila se za vladavine cara Wilhelma I. i kancelara Otta von Bismarcka. U to je vrijeme papa bio Pio IX.
Bismarck je svaku silu u Njemačkoj kojoj je sjedište bilo izvan Njemačke doživljavao neprijateljskom, te je 1873. pokrenuo "Kulturnu borbu" (Kulturkampf) protiv moći pape i Katoličke Crkve, ali samo u Pruskoj. Ovaj su pokret poduprijeli njemački liberali jer su Katoličku Crkvu gledali kao "bastion reakcije" i najvećeg neprijatelja; katolici su se grupirali oko Centrističke stranke. Nastavak antiklerikalne kampanje bio je odjeljak Kaznenog zakona § 130a, zvani Kanzelparagraph, izglasovan u Reichstagu 1871. godine, dodatno je obespravio katolike i opustošio kadrovsku infrastrukturu Katoličke Crkve u Pruskoj. Ovaj diskriminatorni zakon ostao je na snazi sve do 1953. godine.
Naziv je uveo Rudolf Virchow i ušla je u tom obliku u razne jezike. Pojam je u svezi s nastankom političkoga katolicizma kao političke koncepcije koja je nastala kao pokušaj obrane Katoličke Crkve i njenih pripadnika od napada i posezanja ondašnje liberalne vlasti u područje djelovanja Katoličke Crkve, jer je agresivna politika poprimala razmjere iskorjenjivanja katoličanstva.